# Tricyphona claggi
Tricyphona (Tricyphona) claggi là một loài ruồi trong họ Pediciidae. Chúng phân bố ở vùng sinh thái Nearctic.